# Sjalom

Sjalom in het Hebreeuws

Sjalom of shalom (שָׁלוֹם) is een Hebreeuws woord dat vrede, harmonie, heelheid, volledigheid, welvaart, welzijn en rust betekent. Het woord kan zowel vrede aanduiden tussen twee grootheden (zoals God en de mens, of tussen twee landen), maar het kan ook de innerlijke vrede en de mentale balans van een individu aanduiden.
Het woord wordt ook gebruikt als groet, zowel in de vorm van 'hallo' als in 'tot ziens' of 'vaarwel'. Het woord komt in veel namen en uitdrukkingen voor.
Het equivalente woord in het Arabisch is salam.

## Etymologie
Het woord sjalom komt van de stam sjin-lamed-mem (ש.ל.ם). Deze stam heeft equivalenten in vele andere Semitische talen en betekent volledigheid, vervulling, welbevinden.
Het gebruik van het woord sjalom in de Hebreeuwse bijbel verwijst dus meestal naar begrippen die met vrede samenhangen, zoals veiligheid, gezondheid of voorspoed van zowel individuen als landen.

## Uitdrukkingen
Sjalom wordt veel gebruikt in allerhande uitdrukkingen in zowel het geschreven als het gesproken Hebreeuws:
- Sjalom aleechem (שָׁלוֹם עֲלֵיכֶם): vrede moge over u komen, een groet. Deze groet wordt beantwoord met over u de vrede: aleechem sjalom.
- Sjabbat sjalom (שַׁבָּת שָׁלוֹם): een algemene groet die gebruikt wordt bij het begin van de sjabbat.

## Als naam
Sjalom wordt in Israël gebruikt als naam. De naam is verwant met Shlomo (Hebreeuws voor 'Salomo'). Bekende mensen met de naam Sjalom (ofwel Shalom in algemeen gebruikte transliteratie) zijn:
- Silvan Shalom (Israëlisch politicus)
- Sholom Aleichem (Jiddisch schrijver, pseudoniem)
- Shalom Harlow (model en actrice)
- Shalom Carmy (rabbijn)
- Shalom Shachna (rabbijn)
- Yosef Sholom Eliashiv (rabbijn)

Ook gebouwen of organisaties hebben vaak sjalom in de naam, bijvoorbeeld de Neve Shalom-synagoge (in Istanboel en in Paramaribo) en de Turks- en Ladinotalige krant Şalom.

## Antwerps
Ook in het Antwerpse dialect is het woord terug te vinden: shallommekes, wat "goedendag" of "tot ziens" betekent.